# Barras Wonka

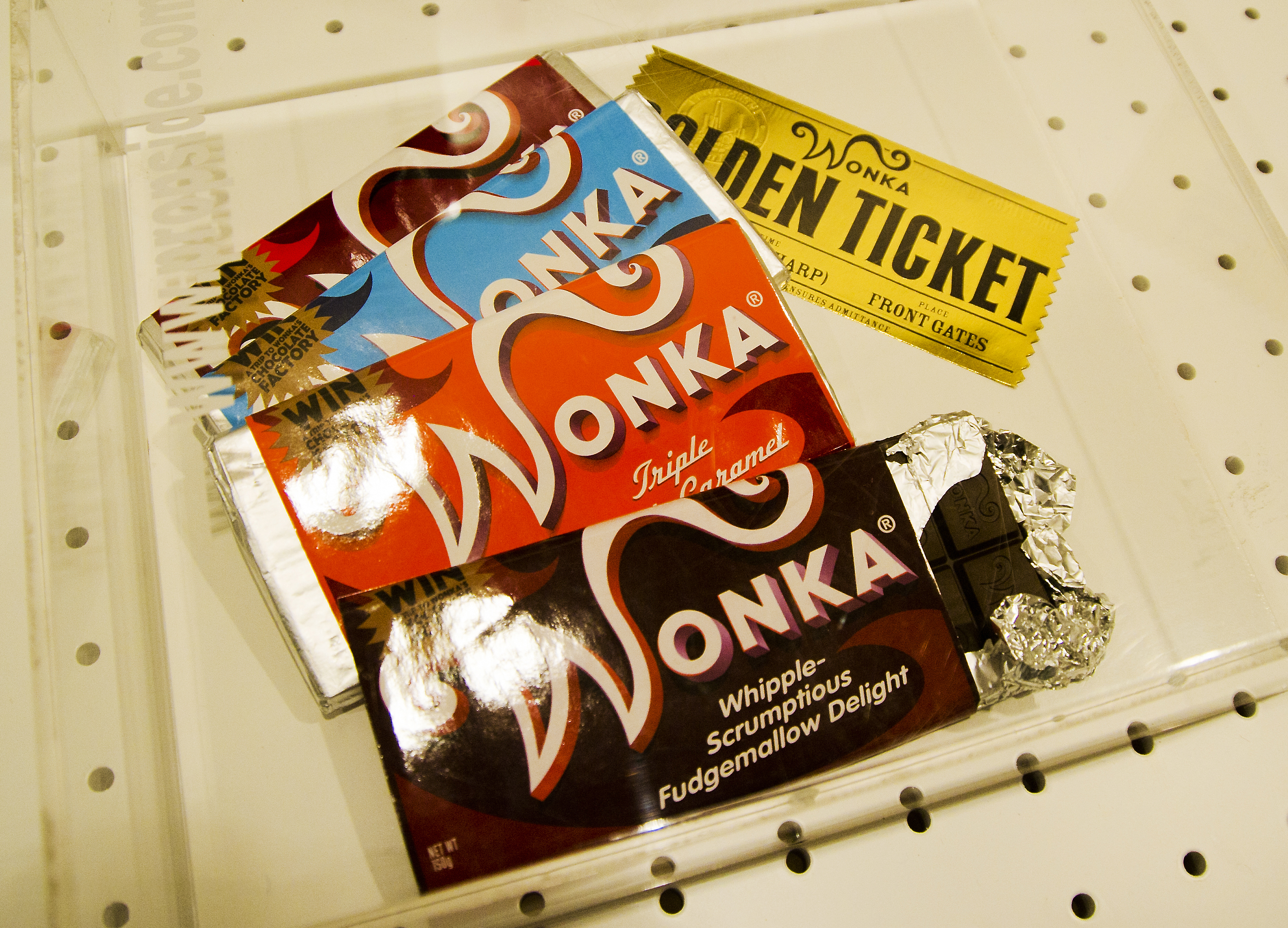
Variedades de Barras Wonka do filme de 2005

Na obra de Roald Dahl e suas respectivas adaptações, A Fantástica Fábrica de Chocolate (1971) e A Fantástica Fábrica de Chocolate (2005), existem as Barras Wonka, que são, tecnicamente, as barras perfeitas de chocolate ao leite. Na época de 1971, chegaram a ser lançadas Barras Wonka nos Estados Unidos, produzidas pela Nestlé.
Na versão antiga, a Barra continha uma borda laranja, o nome "Wonka" em branco com um chapéu amarelo sobre o W e um fundo marrom. Na versão do filme de 2005, a embalagem do chocolate depende de seu tipo (veja "Tipos de Chocolate- 2005" abaixo), mas o logotipo do Wonka tem um "W" destacado com sua ponta descendo sobre as outras letras.
Cinco barras Wonka espalhadas pelo mundo contêm Convites Dourados. A Nestlé produziu Convites Dourados que permitiam a quem os achasse um passeio pelas fábricas da Nestlé.

## Tipos de chocolate (2005)
| Sabor                        | Embalagem |  |
| ---------------------------- | --------- |  |
| Surpresa Crocante de Nozes   | Vermelha  |  |
| Delícia Crocante e Cremoso   | Marrom    |  |
| Creme de Chocolate Frio      | Azul      |  |
| Maravilha Tripla de Caramelo | Laranja   |  |

Há também outros tipos de doces Wonka, mas o mais famoso é o chocolate, além dos chocolates em barra, há também o Super Tremendão Wonka um dos mais novos chocolates Wonka. E também, a bala mais famosa, a Balinha interminável.